# Addison Riecke
Addison Elizabeth Riecke (Covington, 26 de janeiro de 2004), é uma atriz e modelo norte-americana que ficou conhecida por interpretar Nora Thunderman, na série da Nickelodeon, The Thundermans.

## Biografia
Addison Riecke nasceu em Louisiana em 26 de janeiro de 2004. Ela descobriu seu amor por atuar, cantar e tocar instrumentos musicais com quatro anos de idade. Como ela ganhou experiência através de uma variedade de acampamentos e oficinas, como o Kehoe-France e Drama Camp. Addison Riecke foi capaz de começar sua carreira no palco, tanto em teatro e teatro musical.
Em agosto de 2011, ela se matriculou na "Academia de Artes Performáticas de John Robert" em Metairie, Louisiana. Durante seu tempo com JRP Addison Riecke aprendeu conhecimento sobre o desempenho. Seu projeto mais notável  é a comédia de super-heróis The Thundermans na Nickelodeon como Nora Thunderman. Atualmente ela reside em Los Angeles, California devido a carreira na televisão. 

## Filmografia
| Ano        | Título                        | Papel            | Notas                                            |
| ---------- | ----------------------------- | ---------------- | ------------------------------------------------ |
| 2013       | How to Live with Your Parents | Garotinha        | 1 episódio                                       |
| 2013-2018  | The Thundermans               | Nora Thunderman  | Elenco principal                                 |
| 2014       | The Haunted Hathaways         | Nora Thunderman  | Crossover especial de 1 hora com The Thundermans |
| 2015       | Ho Ho Holiday Special         | Floco de Neve #3 | Especial de Natal da Nickelodeon                 |
| 2018-2019  | A Girl Named Jo               | Cathy Fitzroy    | Websérie                                         |
| A anunciar | Millwood Secrets              | Cathy Fitzroy    | Série de televisão                               |
| A anunciar | The Transcendents             | Addison Briggs   | Série de televisão                               |

| Ano        | Título                   | Papel  | Notas          |
| ---------- | ------------------------ | ------ | -------------- |
| 2017       | The Beguiled             | Marie  | Filme          |
| 2019       | Strong Independent Women | Sophia | Curta-metragem |
| 2020       | Banana Split             | Agnes  |                |
| 2022       | Maddie                   | Maddie | Curta-metragem |
| 2022       | The Man in the White Van | Joanna |                |
| A anunciar | The Lions of Little Rock | Judy   | Produtora      |
| A anunciar | Playing the Game         | Amber  |                |